# Leslie Morshead
Leslie James Morshead (Ballarat, 18 settembre 1889 – Sydney, 26 settembre 1959) è stato un generale australiano.

## Biografia

### Istruzione e Grande Guerra
Morshead nacque il 18 settembre 1889 a Ballarat, nel Victoria, come sesto di sette figli di un minatore d'oro. Si istruì alla Mount Pleasant High School. Nel 1909 si trasferì a Melbourne per ottenere la qualifica di insegnante. Dopo l'ottenimento di una borsa di studio completò i suoi studi all'Università di Melbourne. Nel 1908 divenne tenente nell'Australian Army, diventando poi capitano nel 1913. Con lo scoppio della Prima Guerra Mondiale si arruolò nel secondo battaglione di fanteria dell'Australian Imperial Force. Ad Ottobre partì per la Campagna di Gallipoli, dove si distinse nella Battaglia di pino solitario e al termine della quale divenne maggiore. Tornato in Australia e guarito da ferite riportare in guerra, divenne tenente colonnello del 33simo reggimento di fanteria. Nel 1916 combatté nel Fronte Occidentale, dove venne decorato con il Distinguished Service Order ed il Companion Order of st Michael and st George.

### Seconda Guerra Mondiale
Durante la campagna del Nordafrica della seconda guerra mondiale fu comandante della nona divisione australiana in Africa settentrionale, difendendo la piazzaforte di Tobruk contro le truppe del generale Erwin Rommel nell'aprile 1941 e riuscendo a rintuzzare gli attacchi. Sempre al comando della nona divisione, combatté poi in Grecia e in Siria. Nel 1942 fu nominato comandante in capo delle Forze Armate australiane nel Medioriente e mantenne la carica fino al 1944, quando divenne comandante della Seconda Armata australiana, operando in Nuova Guinea e nel Borneo, dove con il I Corpo australiano occupò l'isola di Tarakan il 1º maggio 1945, la baia di Brunei il 10 giugno e il centro petrolifero di Balikpapan in luglio.

### Resto della vita
Ritornato dalla guerra, nel 1947 divenne il direttore della Orient Steam Navigation Company, oltre a diventare direttore della Banca del Nuovo Galles del Sud e di numerose altre società. Egli rifiutò numerosi ruoli politici, come il ruolo di governatore del Queensland. Morshead morì di cancro il 26 settembre 1959 all'ospedale Saint Vincent di Sydney. In suo onore vennero effettuati dei funerali militari celebrati dalla nona divisione.